# Ірландська флейта
Ірландська флейта (англ. Irish flute) — дерев'яний духовий музичний інструмент, різновид поперечної флейти, що використовується в ірландській та шотландській народній музиці.

## Опис
Ірландська флейта — це поперечна флейта простої системи. У неї конічний внутрішній канал та 6 послідовних отворів без клапанів діатонічного ладу або з металевими клапанами та додатковими отворами, щоб досягти часткової або повної хроматичної тональності.
Традиційно ірландську флейту виготовляють з деревини, Хоча сучасні варіанти можуть бути зроблені з пластмаси або ебоніту.
Розрізняють два типи ірландських флейт, які називаються за їхніми винахідниками:
- Пратт відрізняється широким каналом. Також варто відзначити більший діаметр ігрових отворів. Завдяки таким конструктивним особливостям такі флейти виділяються відкритим і потужним звуком.
- Рудалл енд Роуз відрізняється звуженим каналом, а також меншими по діаметру отворами. Їхнє звучання є більш складним.

Також є й інші різновиди ірландської флейти, які відрізняються геометричними відмінностями, проте вони не набули широкого поширення. Вони можуть мати різну кількість клапанів, а також розмір амбушурного отвору.